# Dogtooth
A Dogtooth Tyler, the Creator amerikai rapper dala, amely 2023. március 27-én jelent meg Columbia Records kiadón keresztül a The Estate Sale deluxe album első kislemezeként. A számon közreműködött DJ Drama.

## Háttér
2023. március 27-én Tyler Twitteren megosztotta, hogy 2021-es albuma, a Call Me If You Get Lost volt az első, amelyre nagyon sok dala nem került fel, amelyet a lemezhez írt. Hozzátette, hogy „vannak dalok, amelyeket nagyon szeretek, és tudtam, hogy soha se látnának napvilágot, szóval úgy döntöttem, hogy kiadok néhányat.” A Dogtooth még aznap megjelent, mint a The Estate Sale deluxe első kislemeze.

## Videóklip
A videóklipről a The Fader azt írta, hogy stílusát tekintve olyan, mintha Wes Anderson és a Billionaire Boys Club találkozna. A videóban Tyler „fényűző” és „kifinomult” stílusát mutatja be, drága kutyákat sétáltat, több Rolls-Royce autót is elpusztít egy daru használatával és különböző mutatványokat mutat be autójával. Ugyan a videó tele van gazdagsága bemutatásával, a dal önmaga „lágy” és „szívből jövő,” a szeretetet ünnepelve, míg produceri munkája is ezt mutatja be.

## Közreműködők
- Tyler Okonma – producer, zeneszerző, dalszövegíró, előadó, hangmérnök
- Zachary Acosta – asszisztens hangmérnök
- Mike Bozzi – maszterelés
- NealHPogue – keverés

## Slágerlisták
| Slágerlista (2023)                        | Legmagasabb pozíció |
| ----------------------------------------- | ------------------- |
| Australia (ARIA)                          | 39                  |
| Egyesült Királyság (UK Singles Chart)     | 39                  |
| Egyesült Királyság (UK R&B Chart)         | 22                  |
| Global 200 (Billboard)                    | 48                  |
| Hollandia (Single Tip)                    | 8                   |
| Írország (IRMA)                           | 38                  |
| Kanada (Canadian Hot 100)                 | 36                  |
| Litvánia (AGATA)                          | 30                  |
| Svédország (Sverigetopplistan Heatseeker) | 16                  |
| US Billboard Hot 100                      | 33                  |
| US Hot R&B/Hip-Hop Songs (Billboard)      | 11                  |
| US R&B/Hip-Hop Airplay (Billboard)        | 21                  |
| US Rhythmic (Billboard)                   | 12                  |
| Új-Zéland (Recorded Music NZ)             | 35                  |

| Slágerlista (2023)                   | Pozíció |
| ------------------------------------ | ------- |
| US Hot R&B/Hip-Hop Songs (Billboard) | 87      |
| US Rhythmic (Billboard)              | 50      |

## Minősítések
| Régió                                                            | Minősítés | Eladott példányszám |
| ---------------------------------------------------------------- | --------- | ------------------- |
| Egyesült Államok (RIAA)                                          | arany     | 500 000‡            |
| ‡ Eladási+streaming példányszámok kizárólag a minősítés alapján. |           |                     |

## Kiadások
| Régió            | Dátum             | Formátumok                   | Kiadó    | For.   |
| ---------------- | ----------------- | ---------------------------- | -------- | ------ |
| Világszerte      | 2023. március 27. | digitális letöltés streaming | Columbia | [ 1 ]  |
| Egyesült Államok | 2023. április 11. | ritmikus rádió               | Columbia | [ 21 ] |